# Лев Катанський

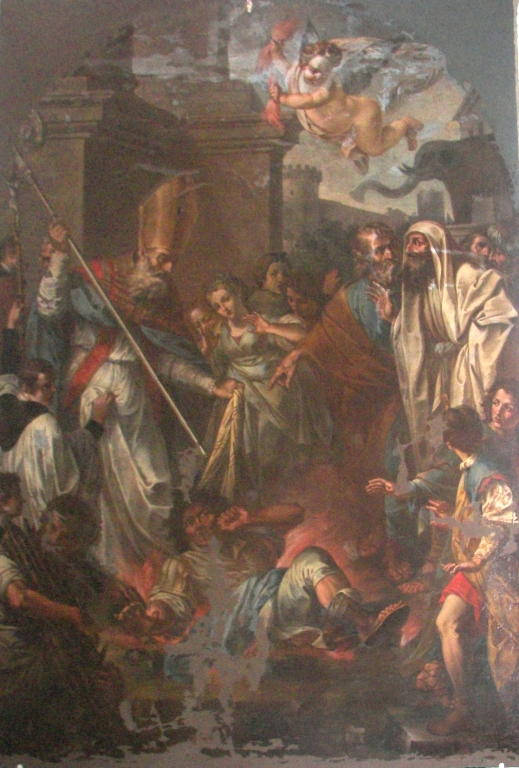
Святий Лев і волхв Іліодор

Лев Катанський або Лев Чудотворець (італ. Leone Taumaturgo; 709, Равенна, Равеннський екзархат, Візантійська імперія — 787, Катанія, Сицилія) — єпископ міста Катанія на Сицилії. Визнаний християнською церквою святим.

## Життєпис
Лев Катанський народився в італійському місті Равенна і був єпископом міста Катанії на Сицилії. Побожного владику Бог наділив даром чудотворення. Завдяки його молитві сліпі бачили, біснуваті звільнялися від злого духа, а поганські ідоли падали на землю. 
Помер Лев Катанський у глибокій старості і поховали його у збудованій ним церкві св. Лукії. При його святих мощах, з яких випливало цілюще миро, діялися численні чуда. 
- Пам'ять — 5 березня